# Osmia purpurata
Osmia purpurata är en biart som beskrevs av Adolpho Ducke 1899. Osmia purpurata ingår i släktet murarbin, och familjen buksamlarbin. Inga underarter finns listade i Catalogue of Life.